# 陈祖沛
陈祖沛（1916年—2006年3月18日），广东新会人，中华人民共和国企业家、政治人物，广东省政协原副主席，广东省人大常委会原副主任，第二、三、四、五、七、八届全国政协委员。